# Вайт Тауншип (Нью-Джерсі)
Вайт Тауншип (англ. White Township) — селище (англ. township) в США, в окрузі Воррен штату Нью-Джерсі. Населення — 4606 осіб (2020).

## Демографія
Згідно з переписом 2010 року, у селищі мешкали 4882 особи в 2115 домогосподарствах у складі 1329 родин. Було 2304 помешкання
Расовий склад населення:
| - 95,3 % — білих - 2,0 % — чорних або афроамериканців - 0,8 % — азіатів - 0,1 % — корінних американців |

До двох чи більше рас належало 1,0 %. Частка іспаномовних становила 2,7 % від усіх жителів.
За віковим діапазоном населення розподілялося таким чином: 17,0 % — особи молодші 18 років, 54,1 % — особи у віці 18—64 років, 28,9 % — особи у віці 65 років та старші. Медіана віку мешканця становила 50,9 року. На 100 осіб жіночої статі у селищі припадало 93,9 чоловіків;  на 100 жінок у віці від 18 років та старших — 91,8 чоловіків також старших 18 років.
Середній дохід на одне домашнє господарство  становив 70 438 доларів США (медіана — 51 524), а середній дохід на одну сім'ю — 88 042 долари (медіана — 73 872). За межею бідності перебувало 4,7 % осіб, у тому числі 6,8 % дітей у віці до 18 років та 4,7 % осіб у віці 65 років та старших.
Цивільне працевлаштоване населення становило 2188 осіб. Основні галузі зайнятості: роздрібна торгівля — 22,3 %, освіта, охорона здоров'я та соціальна допомога — 17,0 %, мистецтво, розваги та відпочинок — 11,7 %, будівництво — 10,6 %.